# Ouzellaguen
Ouzellaguen là một đô thị thuộc tỉnh Béjaïa, Algérie. Dân số thời điểm năm 2002 là 21.547 người.